# Joaquín Gómez
Joaquín Gabriel Gómez (Avellaneda, 14 ottobre 1996) è un martellista argentino.

## Biografia
Figlio del martellista Daniel Gómez, campione nazionale argentino nel 1977 e nel 1985, Joaquín inizia a ripercorrere le orme paterne a partire dal 2010, partecipando ai campionati nazionali under 18. Otterrà il primo successo regionale due anni più tardi a Mendoza, vincendo i campionati sudamericani giovanili e stabilendo un nuovo record dei campionati. Debutta tra i seniores a partire dal 2016 e partecipa l'anno successivo alla sua prima Universiade a Taiwan. Successivamente ha vinto la medaglia d'oro ai Giochi sudamericani  e, nel 2019, partecipato al suo primo Mondiale in Qatar.
Nel 2018 a Buenos Aires ha stabilito un nuovo record sudamericano under 23 con 74,58 metri.

## Palmarès
| Anno | Manifestazione                   | Sede           | Evento              | Risultato | Prestazione | Note                                     |
| ---- | -------------------------------- | -------------- | ------------------- | --------- | ----------- | ---------------------------------------- |
| 2012 | Campionati sudamericani allievi  | Mendoza        | Lancio del martello | Oro       | 81,15 m     | Record dei campionati                    |
| 2013 | Mondiali allievi                 | Donec'k        | Lancio del martello | nm        | nm          |                                          |
| 2013 | Campionati panamericani juniores | Medellín       | Lancio del martello | 14º       | 50,42 m     |                                          |
| 2013 | Campionati sudamericani juniores | Resistencia    | Lancio del martello | Oro       | 70,90 m     |                                          |
| 2014 | Mondiali juniores                | Eugene         | Lancio del martello | 8º        | 73,67 m     |                                          |
| 2014 | Campionati sudamericani U23      | Montevideo     | Lancio del martello | Oro       | 67,98 m     |                                          |
| 2015 | Campionati sudamericani juniores | Cuenca         | Lancio del martello | Oro       | 80,59 m     |                                          |
| 2015 | Campionati panamericani juniores | Edmonton       | Lancio del martello | Bronzo    | 73,65 m     |                                          |
| 2016 | Campionati ibero-americani       | Rio de Janeiro | Lancio del martello | 5º        | 67,34 m     |                                          |
| 2016 | Campionati sudamericani U23      | Lima           | Lancio del martello | Argento   | 71,56 m     |                                          |
| 2017 | Campionati sudamericani          | Asunción       | Lancio del martello | 4º        | 70,96 m     |                                          |
| 2017 | Universiadi                      | Taipei         | Lancio del martello | 9º        | 69,49 m     |                                          |
| 2018 | Giochi sudamericani              | Cochabamba     | Lancio del martello | Oro       | 75,10 m     |                                          |
| 2018 | Campionati ibero-americani       | Trujillo       | Lancio del martello | Argento   | 74,64 m     |                                          |
| 2018 | Campionati sudamericani U23      | Cuenca         | Lancio del martello | Argento   | 75,96 m     |                                          |
| 2019 | Campionati sudamericani          | Lima           | Lancio del martello | 4º        | 71,47 m     |                                          |
| 2019 | Universiadi                      | Napoli         | Lancio del martello | 5º        | 72,26 m     |                                          |
| 2019 | Giochi panamericani              | Lima           | Lancio del martello | 5º        | 73,92 m     | Miglior prestazione personale stagionale |
| 2019 | Mondiali                         | Doha           | Lancio del martello | 31º (q)   | 70,17 m     |                                          |
| 2021 | Campionati sudamericani          | Guayaquil      | Lancio del martello | Bronzo    | 71,32 m     |                                          |
| 2022 | Mondiali                         | Eugene         | Lancio del martello | 28º (q)   | 69,03 m     |                                          |
| 2022 | Giochi sudamericani              | Asunción       | Lancio del martello | Bronzo    | 73,56 m     |                                          |
| 2023 | Campionati sudamericani          | San Paolo      | Lancio del martello | Bronzo    | 73,77 m     |                                          |
| 2023 | Mondiali                         | Budapest       | Lancio del martello | 21º (q)   | 72,77 m     |                                          |
| 2023 | Giochi panamericani              | Santiago       | Lancio del martello | 7º        | 72,36 m     |                                          |
| 2024 | Giochi olimpici                  | Parigi         | Lancio del martello | 23º (q)   | 72,10 m     |                                          |
| 2025 | Sudamericani                     | Mar del Plata  | Lancio del martello | Oro       | 77,69 m     | Record dei campionati · Record nazionale |